# Federatie Werkgroepen Homofilie
De Federatie Werkgroepen Homofilie (FWH) was een Belgische koepelorganisatie voor de belangenverdediging van de rechten van holebi's, die zich bezig hield met homo-emancipatie, opvang en begeleiding van holebi's, educatie over homoseksualiteit en het wegwerken van discriminatie die op 26 maart 1977 werd opgericht.

## Geschiedenis
Verspreid over België waren er al vele kleine organisaties, groepen en verenigingen decennia lang actief in de creatie van een holebi-middenveld, maar minister van Nederlandse Cultuur, Rika De Backer (CVP), wilde maar één samenwerkingsverband subsidiëren als erkende organisatie voor Volksontwikkeling, welke subsidiëringspolitiek van de overheid Infoma en de Federatie van Vlaamse Sjaloomgroepen die 26 maart 1977 ertoe bracht tot een fusie over te gaan, om de werking, met overheidssteun, te kunnen intensifiëren. Wereldwijd was Belgiê trouwens het allereerste land wereldwijd waar de overheid subsidies gaf voor homo-emancipatie.
De federatie veranderde haar naam in 1990 in Federatie Werkgroepen Homoseksualiteit, en in 2002 in Holebifederatie alvorens in 2009 de huidige naam van çavaria aan te nemen.